# Heavy Fire: Black Arms
Heavy Fire: Black Arms es un shooter on rails arcade y la secuela de Heavy Fire: Special Operations desarrollado por Teyon para WiiWare. Salió a la venta en América el 7 de marzo de 2011

## Gameplay
Heavy Fire: Black Arms es un juego donde se puede usar el periférico Wii Zapper para un mayor realismo. El juego está situado en América Del Sur donde los jugadores son reclutas de unas fuerzas especiales para detener el comercio de armas ilegales. 
Como en entregas anteriores los jugadores empiezan el juego como un soldado raso equipados con una pistola y su objetivo es ir eliminando oponentes para ganar tantos puntos como sea posible para ir avanzando en los rangos militares.
Los jugadores consiguen bonos y realizar combos como ‘Leader Kill’, ‘Demolition Man’, ‘Lord of Destruction’ entre otros y así conseguir más puntos.
Las misiones pueden ser jugadas con el Wii Zapper en el campo de batalla, en botes o Humvees.
Los jugadores también pueden interactuar con nuevos objetos destructibles con varias misiones de destruccíon y efecto de daño del chapoteo. El juego proporciona al jugador 6 misiones de alto riesgo.
Hay 6 rangos por conseguir: Soldado de Primera Clase, Cabo, Sargento, Sargento del Estado Mayor, Sargento Maestro y Sargento Major. Cada rango está vinculado a 7 armas específicas así entre más puntos obtengan podrán usar armas mejores. El juego proporciona un modo de un solo jugador y un modo de multijugador cooperativo